# Stor-Hedtjärnen, Gästrikland
Stor-Hedtjärnen är en sjö i Ockelbo kommun i Gästrikland och ingår i Testeboåns huvudavrinningsområde. Sjön har en area på 0,0914 kvadratkilometer och ligger 269,2 meter över havet.

## Delavrinningsområde
Stor-Hedtjärnen ingår i det delavrinningsområde (676772-153823) som SMHI kallar för Mynnar i Mörttjärnsbäcken. Medelhöjden är 260 meter över havet och ytan är 10,19 kvadratkilometer. Det finns inga avrinningsområden uppströms utan avrinningsområdet är högsta punkten. Vattendraget som avvattnar avrinningsområdet har biflödesordning 4, vilket innebär att vattnet flödar genom totalt 4 vattendrag innan det når havet efter 65 kilometer. Avrinningsområdet består mestadels av skog (94 procent). Avrinningsområdet har 0,09 kvadratkilometer vattenytor vilket ger det en sjöprocent på 0,9 procent.